# Рорендорф-бай-Кремс
Рорендорф-бай-Кремс (нем. Rohrendorf bei Krems) — коммуна (Gemeinde) в Австрии, в федеральной земле Нижняя Австрия.
Входит в состав округа Кремс-Ланд. Население — около 2,1 тыс. человек. Занимает площадь 9,78 км². Официальный код — 31337.

## Политическая ситуация
Бургомистр коммуны — Рудольф Даннер (АНП) по результатам выборов 2005 года.
Совет представителей коммуны (нем. Gemeinderat) состоит из 19 мест.
- АНП занимает 12 мест.
- СДПА занимает 5 мест.
- Зелёные занимают 2 места.